# Archibald MacKinnon
Archibald „Archie“ MacKinnon (* 13. Januar 1937 in Cranbrook, British Columbia) ist ein ehemaliger kanadischer Ruderer.
MacKinnon ruderte im Achter der University of British Columbia zusammen mit Donald Arnold, Lorne Loomer und Walter D’Hondt. Die vier Ruderer qualifizierten sich überraschend im Vierer ohne Steuermann für die Olympischen Spiele 1956 in Melbourne. Im Finale der Olympischen Regatta siegten die vier Kanadier mit über zehn Sekunden Vorsprung vor dem Boot aus den Vereinigten Staaten.
Bei den British Empire and Commonwealth Games 1958 in Cardiff gewannen die Kanadier den Titel mit dem kanadischen Achter. Bei den Olympischen Spielen 1960 in Rom traten die vier Olympiasieger von 1956 ebenfalls mit dem kanadischen Achter an. Im Finale siegte der Deutschland-Achter vor den Kanadiern und dem Boot aus der Tschechoslowakei.
MacKinnon schloss sein Studium als Elektroingenieur ab und arbeitete bei einer Energie-Kapital-Firma.